# Filter (Fotografie)

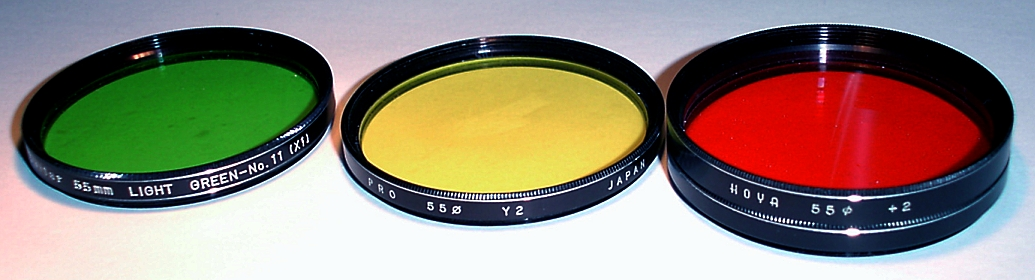
Drei Schraubfilter mit Gewindedurchmesser 55 mm für Fotokameras

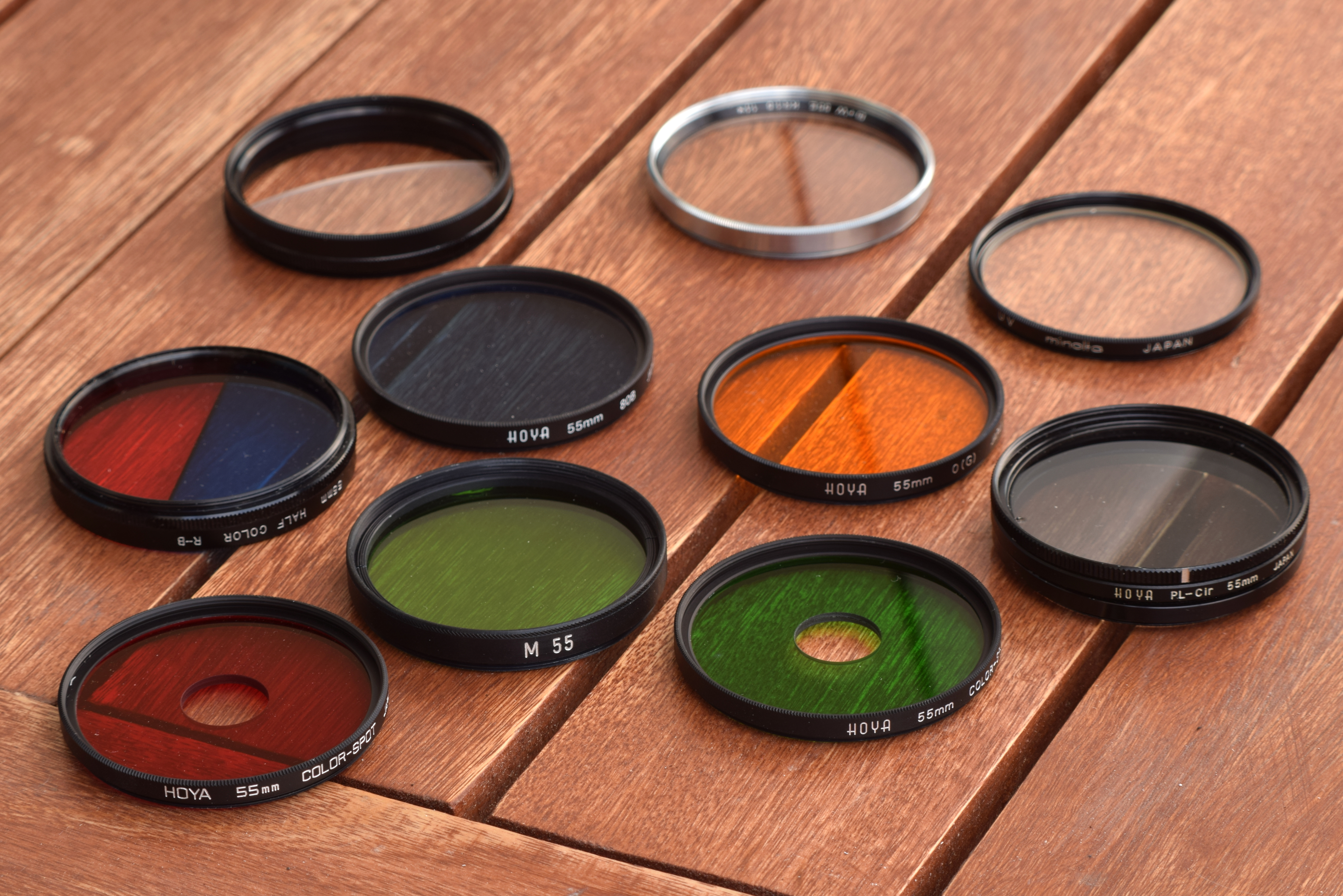
Diverse Objektivfilter, u. a. Farb-, UV- und Polfilter

Filter sind optische Elemente eines bildgebenden Systems, die in der Fotografie meist vor dem Objektiv der Kamera angebracht werden. Sie verändern das einfallende Licht bereits vor dem Objektiv und Film oder Bildsensor. Dies wird durch die Beschaffenheit (Schliff), Vergütung und Materialien des Filters erreicht. Sie werden verwendet, um optische Effekte positiv zu korrigieren oder spezielle Effekte zu erreichen. Während optische Filter vor der Erfindung der Digitalfotografie ein wichtiges Element der analogen Fotografie waren, spielen sie mittlerweile durch immer bessere Kamerasoftware und spätere Bearbeitungsmöglichkeiten eine zunehmend geringere Rolle – mit wenigen Ausnahmen wie etwa Polfiltern und Neutraldichtefiltern.

## Anwendung
Filter dienen in der Fotografie zum einen als Korrektur- und zum anderen als Effektfilter. Verändert werden können Sättigung, Kontrast, UV-Licht, oder es können auch Elemente und Effekte wie Sterne hinzugefügt werden.
Die meisten Filter reflektieren einen Teil des einfallenden Lichtes, so dass weniger Licht das Objektiv erreicht. Diese Belichtungsreduktion wird durch den Filterfaktor angegeben. Dieser ist meist auf der Fassung des Filters angegeben.
Wichtige Filter sind:
- Polarisationsfilter (kurz auch Polfilter genannt)
- UV-Sperrfilter (meist als UV-Filter bezeichnet) und Skylightfilter
- Farbfilter bzw. Konversionsfilter und Korrekturfilter (Rot, Grün, Blau, Gelb etc.)
- optische Spezialfilter
- Infrarot-Sperrfilter
- Neutraldichtefilter (kurz ND-Filter, meist auch als Graufilter bezeichnet)
- Effektfilter (z. B. Stern-, Regenbogen- und Farbverlauffilter)
- Nahlinsen (keine Filter im engeren Sinne, werden aber oft wie diese angebracht und verkauft)

In der Digitalfotografie werden viele der genannten Filter kaum noch eingesetzt, da die Effekte in vielen Fällen nachträglich mit Hilfe der Bildbearbeitung und einem Bildbearbeitungsprogramm auf Fotografien angewendet werden können (insbesondere Effekt- und Farbfilter; siehe Grafikfilter). ND- und Polfilter sind allerdings weiterhin unersetzbar. Weiterhin haben Digitalkameras fast immer einen fest eingebauten Infrarot-Sperrfilter zwischen Objektiv und Bildsensor.

## Korrekturfilter
Gebräuchliche Korrekturfilter in der Schwarzweißfotografie sind Gelb-, Orange-, und Rotfilter. Sie dämpfen den Blauanteil und machen damit insbesondere Aufnahmen mit Blau- bzw. Weißanteil (Himmel) kontrastreicher.
Für die Farbfotografie stehen eine ganze Reihe von farbigen Filtern zur Verfügung. Hervorzuheben sind rotbräunliche und die diversen Blaufilter zum Verwenden eines Kunstlichtfilms bei Tageslicht bzw. eines Tageslichtfilms bei Kunstlicht.
Ein häufig genutzter Filter sowohl in der Farb- als auch der Schwarzweißfotografie ist der Skylightfilter. Er verhindert einen Blaustich.
Polarisationsfilter entfernen (oder verstärken, je nach Einstellung des Polfilters) die Reflexe auf nichtmetallischen Flächen. Zudem erscheinen die Farben intensiver.

## Effektfilter
Es gibt unzählige Effektfilter; zu den am häufigsten verwendeten zählen Weichzeichner und Filter, mit denen Strahlenkränze um Lichtquellen herum erzeugt werden können. Daneben gibt es noch diverse Farbfilter, Farbverlaufsfilter und sonstige Trickfilter.

## Filteradapter

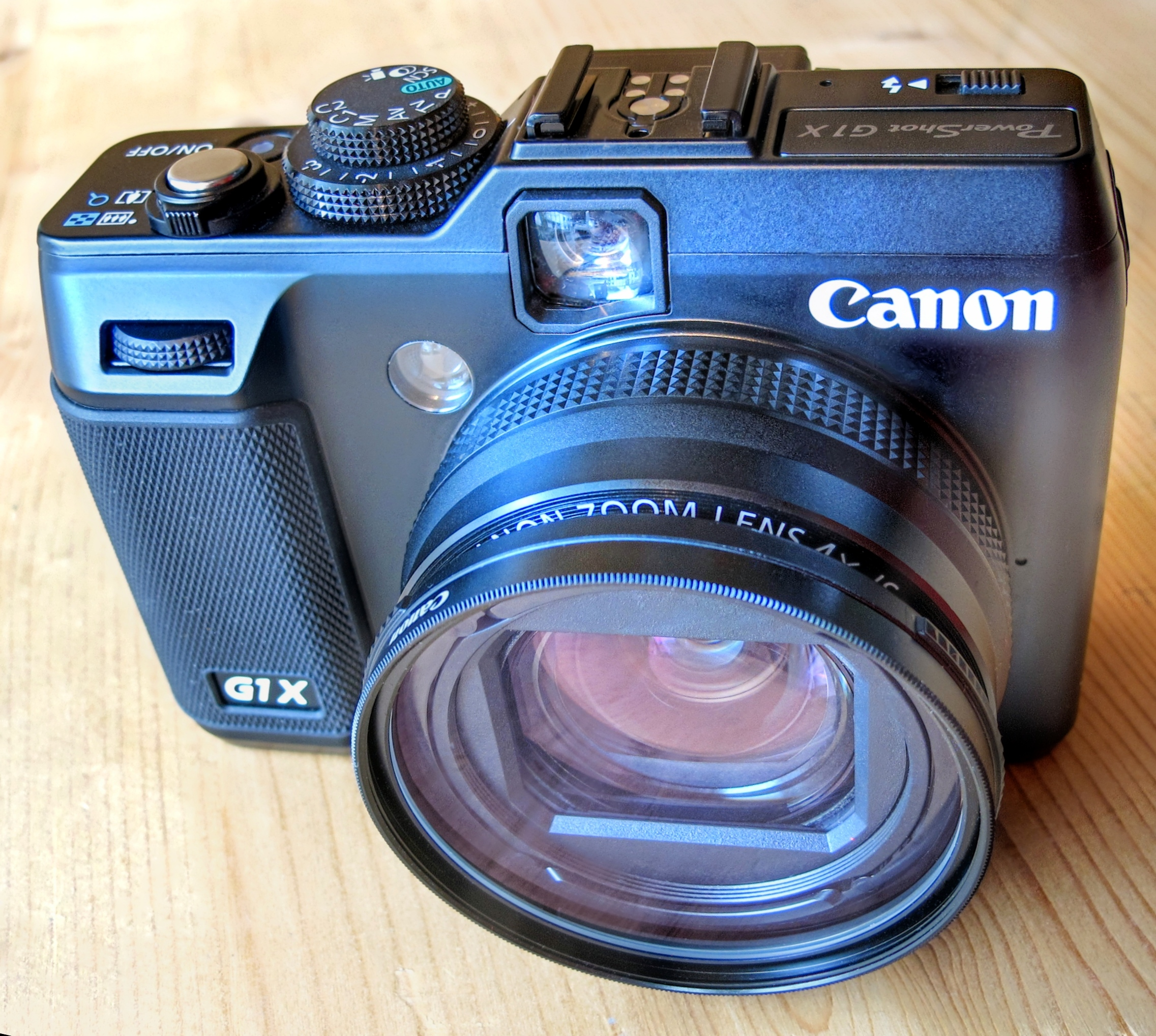
Canon PowerShot G1X mit Filter und Adapter

Filteradapter werden benötigt, um Filter mit einem Objektiv eines Fotoapparates verbinden zu können. Dabei kann für die Filter zwischen Schraub- und Steckfiltern unterschieden werden. Dementsprechend gibt es auch unterschiedliche Adapter für diese Zwecke.

### Schraubfilter
Auf Grund der vielfältigen Filtergewinde gibt es Filteradapter, um Filter an Objektiven mit unterschiedlichen Filtergewindedurchmessern anschließen zu können. Damit der Filter keine zusätzliche Vignettierung erzeugt, ist es nur sinnvoll, größere Filter an kleinere Gewinde anzuschließen.
Die Bezeichnung 52→55 gibt an, das ein 55-mm-Filter an ein Objektiv mit einem 52-mm-Gewinde adaptiert werden kann.
Problematisch ist die Verwendung mehrerer Schraubfilter an Ultraweitwinkelobjektiven. Durch den dadurch entstehenden Aufbau vor dem Objektiv können Vignettierungen entstehen. Daher ist bei Verwendung mehrerer Filter (z. B. Kombination von ND-, Verlaufs- und Polfiltern) ein Filterhalter mit Steckfiltern sinnvoll.

### Steckfilter

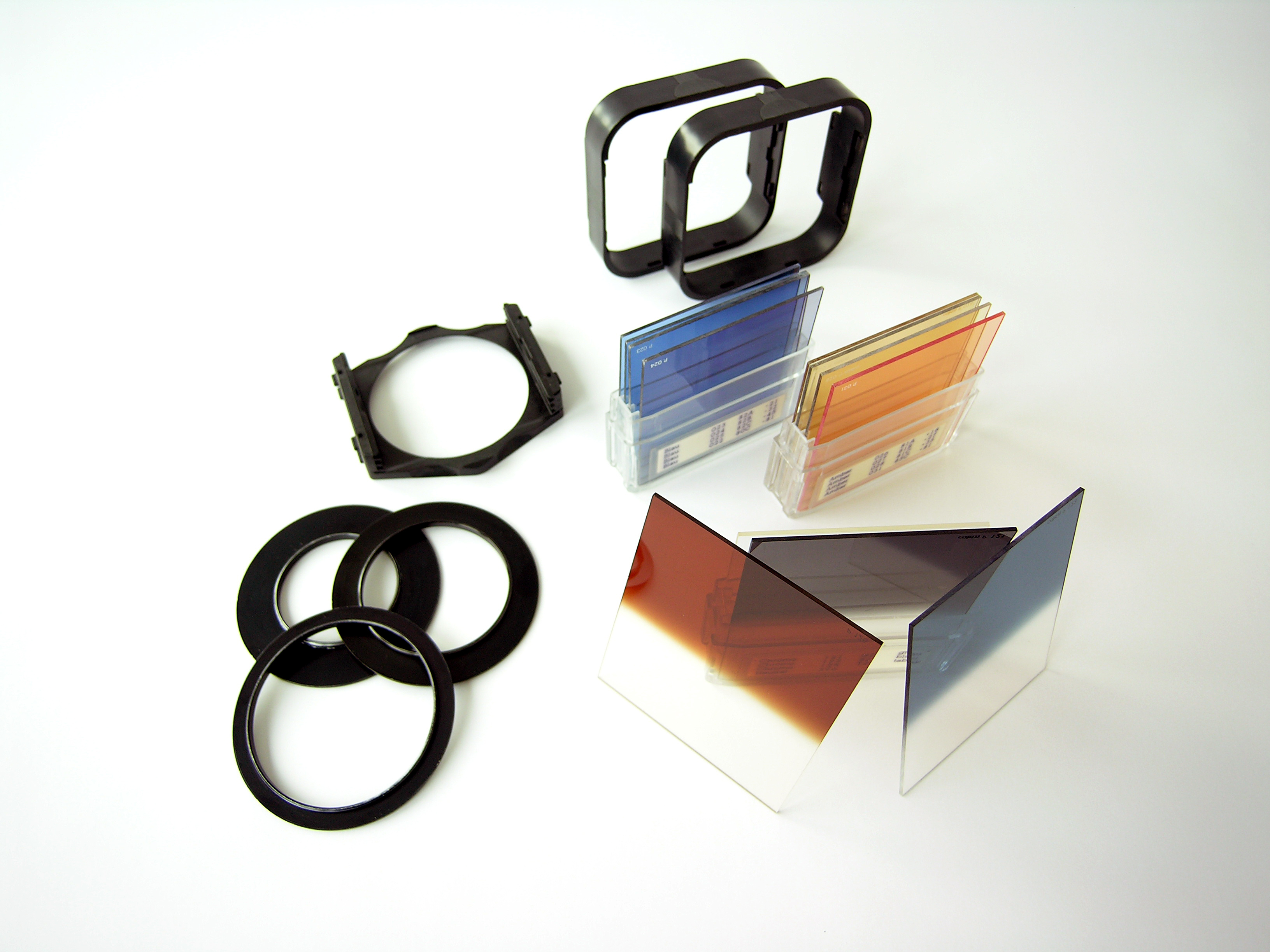
Elemente eines Steckfiltersystems

Mit Steckfiltern kann diverses Zubehör wie Filter, Gegenlichtblenden oder Objektivdeckel an verschieden großen Filtergewinden angesetzt werden. Ein Filter kann so an unterschiedlichsten Objektiven verwendet werden. Dazu braucht man nur einen Filterhalter und einen passenden Adapterring mit dem Filterdurchmesser des jeweiligen Objektivs. So muss nicht für jedes Objektiv das passende Zubehörteil gekauft werden.
Zudem haben Steckfiltersysteme den Vorteil, dass es an Weitwinkelobjektiven nicht so schnell zu Vignettierungen kommt. Gerade im Ultraweitwinkelbereich können durch ausreichend groß dimensionierte Steckfiltersysteme mehrere Filter kombiniert werden. Auch Kombinationen, die bei Schraubfiltern zu Vignettierungen führen, sind dabei noch möglich.
Hochwertige Steckfilter, die aus dem CR-39-Polymer gefertigt sind, haben eine optische Qualität, die vergleichbar dem von Kronglas ist und damit den klassischen Schraubfilter aus Glas nicht nachsteht.
Diese Filter zerkratzen jedoch leichter als die Varianten aus Glas, weshalb einige Hersteller bei den hochwertigen Filterserien weiterhin auf Glas setzen.

## Grafikfilter
In der digitalen Bildbearbeitung kann die Wirkung vieler optischer Filter durch so genannte Grafikfilter erzeugt werden.